# Operación cowboy

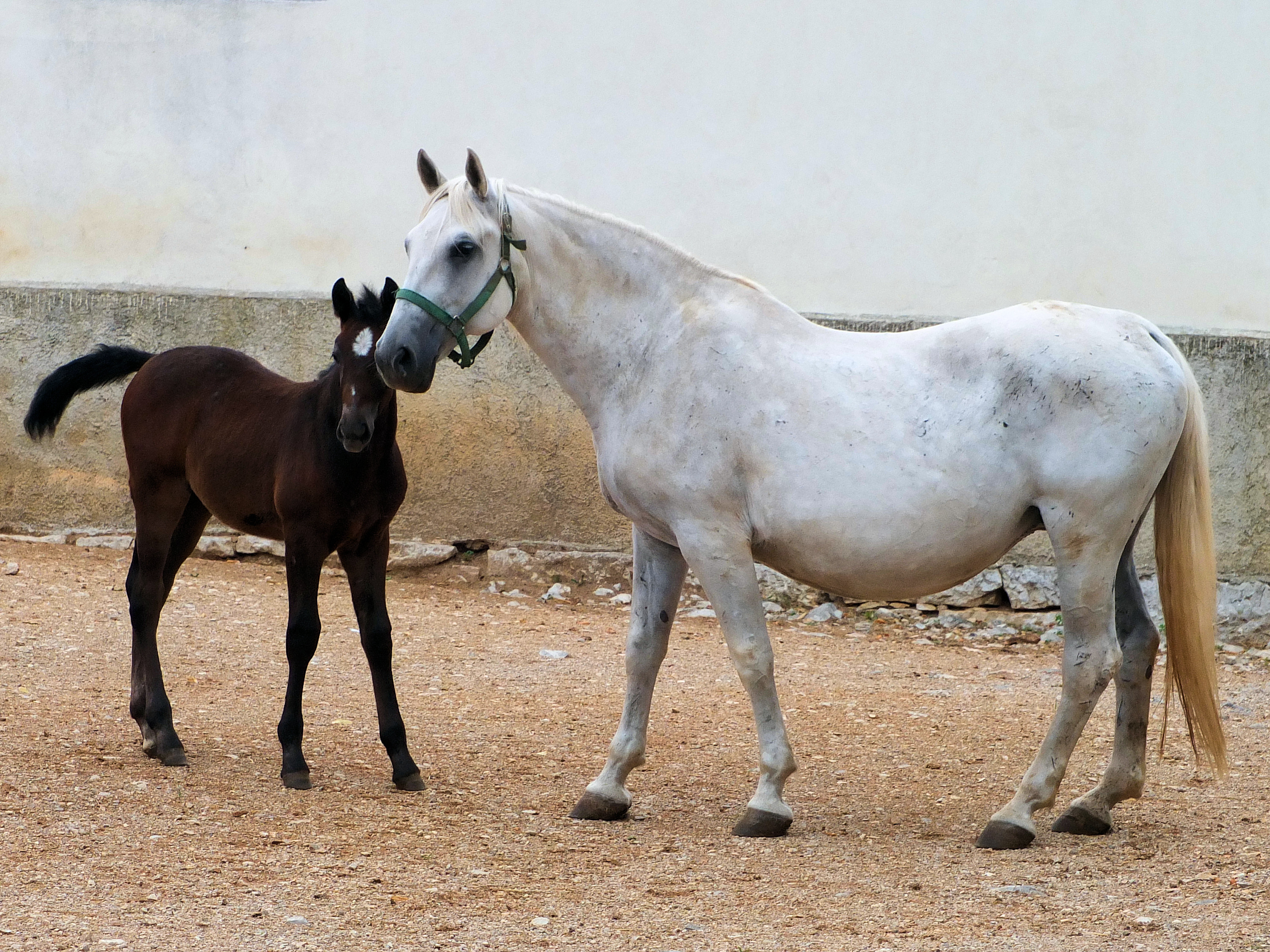
Yegua y potro Lipizzanos

La Operación Cowboy fue una operación militar única durante la Segunda Guerra Mundial, que tuvo lugar en Hostau, Checoslovaquia (ahora Hostouň en la República Checa) el 28 de abril de 1945. En esta operación, soldados estadounidenses, alemanes de la Wehrmacht y cosacos se unieron para rescatar a los caballos lipizzanos de la Escuela Española de Equitación de Viena, que estaban en peligro de ser capturados o asesinados por las fuerzas soviéticas que avanzaban.
La historia de la Operación Cowboy tiene sus raíces en la ocupación nazi de Austria en 1938. Después de la anexión de 
Austria, los caballos lipizzanos de la Escuela Española de Equitación de Viena fueron trasladados a una granja experimental en Hostau, en lo que entonces era Checoslovaquia ocupada por los nazis. Esta decisión se tomó con el objetivo de criar una "raza aria" de caballos. Sin embargo, a medida que la guerra llegaba a su fin, la granja y los caballos se encontraban en peligro inminente debido al avance del Ejército Rojo soviético desde el este y las tropas estadounidenses del Tercer Ejército, comandadas por el General George Patton, desde el oeste.

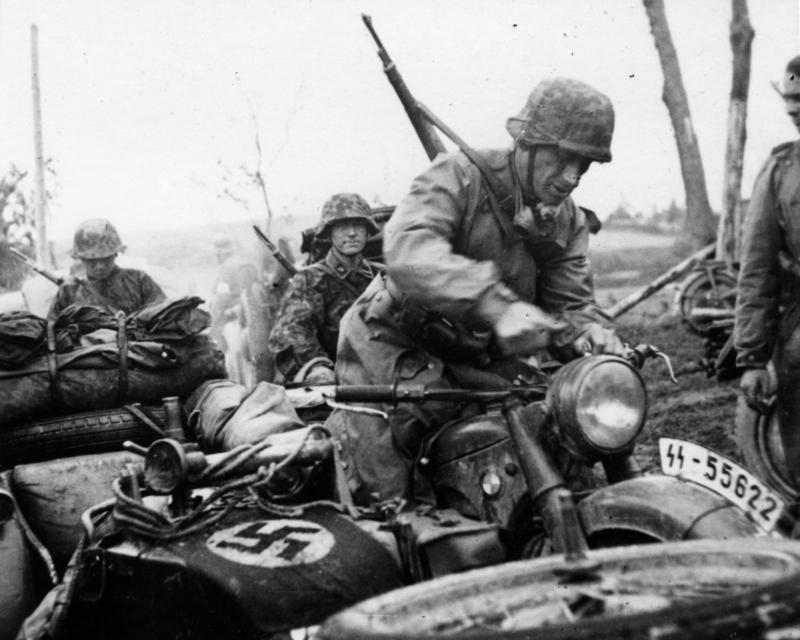
Tropas de la Waffen-SS, estas tropas defendían la zona.

La operación fue planificada por el Teniente Coronel Walter Holters de la Luftwaffe y el Coronel Charles H. Reed del 2º Grupo de Caballería de los Estados Unidos, conocido como los "Fantasmas del Ejército de Patton". Holters, consciente de que los rusos podrían matar a los caballos, buscó una colaboración con las tropas estadounidenses para salvarlos. A pesar de las diferencias ideológicas y de estar en lados opuestos del conflicto, tanto los estadounidenses como los alemanes compartían un profundo amor y respeto por los caballos. También se unieron a la operación cosacos rusos, liderados por el Príncipe Amassov, quienes habían desertado de la 1ª División de Caballería Cosaca alemana.
La operación no fue fácil. La granja estaba rodeada por tropas alemanas y había un riesgo real de enfrentamientos con las Waffen-SS, que estaban presentes en la zona. Además, muchos de los caballos estaban embarazados o acababan de dar a luz, lo que complicaba su evacuación.
Sin embargo, con valentía y determinación, los soldados estadounidenses, alemanes y cosacos avanzaron hacia la granja, enfrentándose a la resistencia de las SS en el proceso. Después de asegurar la granja y repeler dos ataques de las SS, los caballos fueron evacuados con éxito antes de que llegaran las fuerzas soviéticas.
La Operación Cowboy es un ejemplo único de cooperación entre antiguos enemigos en medio de la devastación de la guerra. No solo salvó a los caballos lipizzanos, sino que también mostró la humanidad y el compañerismo en tiempos de conflicto.